# Acacia grandicornuta
Acacia grandicornuta é uma espécie de leguminosa do gênero Acacia, pertencente à família Fabaceae.